# 李待琛
李待琛，（1891年9月28日—1959年11月15日）字伯芹，湖南衡山人，日本東京帝國大學造兵科畢業，美國哈佛大學冶金學博士，湖南鐵工廠廠長，1928年任兵工署设计科科长主管全國兵工廠製造槍砲彈藥之規劃及考核，後又兼任湖南大學校長，民國23年（1934年）9月調任南京政府軍政部兵工專門學校（今國防大學理工學院）校長。

## 著作
《革命後之俄羅斯》，《現代武器》，《金屬材料》，《五種遺規選注》，《嬰鳴錄》，《海南島之現狀》，《日本食量及燃料之需給》，《金言集》，《槍炮製造及理論》，《國防建設之基礎》，《兵器計算》，《李公漢丞紀念冊》，《現代槍炮之趨勢》，《世界槍炮之現狀》，《火炮之製造》，《我國兵器製造之發達及其現收》，《我國兵器與列強兵器之比較》，《軍械製造法》，《國防建設之基礎》，《改進兵工廠之要圖》，《原子兵器》《軍械製造》、《國防建設之基礎》、《槍炮製造及理論》等專著。 

## 略歷
- 1891年（光緒17年辛卯8月26日未時）生於[3]：湖南省衡山縣既字第十二區（今衡東縣大橋鎮和平村李沖），在郡城《石鼓書院》學習。
- 1959年（民國48年）11月15日，69歲，在高雄因心臟病發作，病逝。